# Skægget sølvkræ
Skægget sølvkræ (Ctenolepisma longicaudata), også kendt som skægkræ, er et vingeløst insekt som hører til insektordenen sølvkræ, en større slægtning til den almindelige sølvfisk. Den lever i Danmark kun indendørs i tilknytning til mennesker. Den kan være et alvorligt skadedyr i biblioteker og museer fordi den kan gnave i både papir, bøger og malerier. I private boliger kan den gå i madvarer, men gør ellers ikke nogen alvorlig materiel skade. Den blev videnskabeligt beskrevet i Sydafrika i 1905 af den tyske entomolog Karl Escherich.

## Udbredelse
Skægget sølvkræ er kendt fra alle verdensdele på nær Antarktis. Dens oprindelse kendes ikke. Skægget sølvkræ blev første gang fundet i Europa i Frankrig i 1914. I de senere år er den fundet i flere europæiske lande hvor den før har været ukendt. Arten er første gang fundet i Nederlandene i 1989, og senere i Østrig, Belgien, Tyskland, Italien, Sverige, Storbritannien og Tjekkiet. Den blev første gang officielt registreret i Norge i 2014 og i Danmark i 2016.
Skægget sølvkræ findes i opvarmede huse. Det er blevet sagt at den "næsten er et kvalitetsmærke" for en bolig fordi den trives i nye varme, tørre og rene moderne boliger. Også i biblioteker og museer kan den leve, og den kan udbrede sig til nye steder vha. varetransport eller når folk rejser; for eksempel var det første fund i Sverige i en bolig hvis ejer havde været i Indonesien.
I modsætning til almindelig sølvkræ er det markant mere vanskeligt at fjerne den fra huse som den er kommet til, og udbredelsen er rapporteret at være stærkt stigende nogle steder, herunder Norge og Danmark.

## Beskrivelse
Skægget sølvkræ er normalt omkring 12 mm i kropslængde, men kan blive op til 18 mm; dette er større end almindelig sølvkræ. Den har tre haletråde, som også er længere end hos almindelig sølvkræ. Der er tæt behåring på hovedet, og bagkroppen er mørkere end almindelig sølvkræ. Den kan kendes fra stort sølvkræ ved at der er tre rækker af børsteknipper på hver side af bagkroppen, hvor stort sølvkræ kun har to.

## Levevis
Skægget sølvkræ kan leve af al slags mad, men spiser typisk tørre madvarer som mel og havregryn. Hunnen lægger æg der klækker efter cirka 2 måneder. Skægget sølvkræ har fuld voksenstørrelse og er kønsmoden efter 2 måneder, hvor den gradvist bliver større efter hvert hamskifte efter i alt 14 ungdomsstadier. Den kan blive 2-3 år gammel. Den er nataktiv og løber hurtigt i skjul, hvis lyset tændes. Selv om skægget sølvkræ kan leve under mere tørre forhold end almindelig sølvkræ, kræver den mindst 55 % luftfugtighed. Især æg og ungdomsstadier dør hurtigt ved lavere luftfugtigheder.
Skægget sølvkræ betegnes som et økonomisk skadedyr fordi den også spiser materialer med cellulose og stivelse, herunder tapet, bøger, fotoalbum og arkiver; det kan også ødelægge bomuld og silke. Foruden i fugtige rum som badeværelse og køkken kan de også findes i stuer, vindfang og soveværelser, hvor almindelig sølvkræ normalt ikke er. Der kan være mange af dem til stede i de huse hvor de forekommer.

## Naturlige fjender
Udover forskellige parasitter jager spytteedderkoppen (Scytodes thoracica) skægkræ og sølvfisk.  